# Egyptische dagen

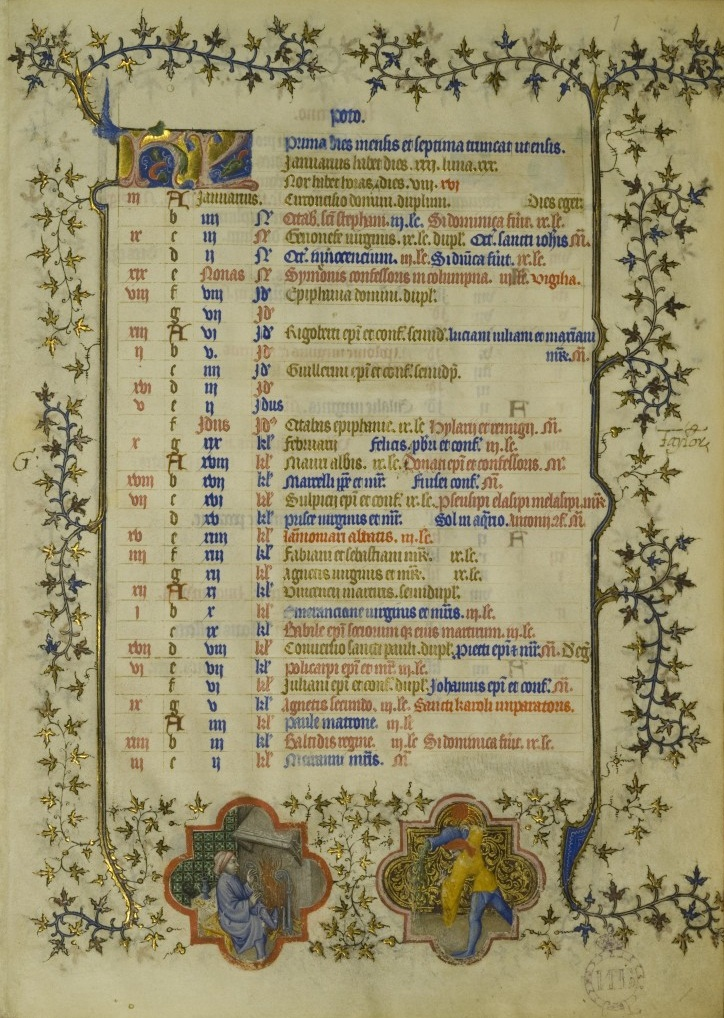
Calendarium Parisienne, 4e kwart van de veertiende eeuw, Egyptische dagen aangeduid als dies eger

Egyptische dagen of Dies Aegyptiaci zijn ongeluksdagen waarop, volgens het bijgeloof dat voor de tweede eeuw ontstond, bepaalde zaken beter achterwege gelaten werden. Men mocht op die dagen niets ondernemen want het risico dat het slecht zou aflopen was bijzonder groot. Men mocht dus niet op reis vertrekken, geen handel voeren, niet zaaien, oogsten enz. Ook bij de beoefening van de geneeskunde waren die dagen belangrijk, het was op de Egyptische dagen zeker niet aangewezen om een aderlating uit te voeren en ganzenvlees eten op die dagen was dodelijk. De Egyptische dagen werden dan ook al snel Dies Mali genoemd wat bewaard is gebleven in het Engelse adjectief  dismal. Naast de Egyptische dagen waren er nog andere ongeluksdagen zoals de "hondsdagen".
De Egyptische dagen  werden in veel middeleeuwse kalenders in religieuze werken opgegeven ook al werd dit bijgeloof regelmatig door de kerk veroordeeld. 

## Types
Onder de algemene noemer Egyptische dagen komen drie varianten voor die worden gedefinieerd door het aantal dagen die worden opgesomd. Er is een systeem met slechts drie dagen, een met twaalf dagen en het laatste telt 24 dagen. De werken uit de late klassieke oudheid en uit de middeleeuwen gebruiken en bespreken voornamelijk de variant van 24 dagen met telkens twee vaste dagen per maand. Dit leidde ertoe dat de variant met drie variabele maandagen per jaar en de variant met een vaste dag per maand in de vergeethoek raakten en nauwelijks besproken worden.

## Naamgeving
Van in de middeleeuwen tot op vandaag heeft men getracht de naam van deze ongeluksdagen te verklaren. Allerhande theorieën deden hierover de ronde. Sommigen dachten dat de ongeluksdagen teruggingen op oude Egyptische kalenders maar de Egyptenaren hadden zeven tot vijftien ongeluksdagen per maand. Bartholomeus Anglicus, een Engelse geleerde uit de dertiende eeuw die les gaf in Parijs, was van mening dat de dagen overeenstemden met de dagen waarop Egypte getroffen werd door de plagen die de God van Israël veroorzaakte omdat de Farao zijn volk  niet toestond Egypte te verlaten zoals verhaald werd in het Bijbelboek Exodus. Om aan 24 dagen te komen ging hij ervan uit dat God 24 plagen had gezonden maar dat alleen de bijzonderste in de Bijbel waren opgenomen. Tot op heden heeft men geen sluitende verklaring voor de naamgeving.

## Geschiedenis

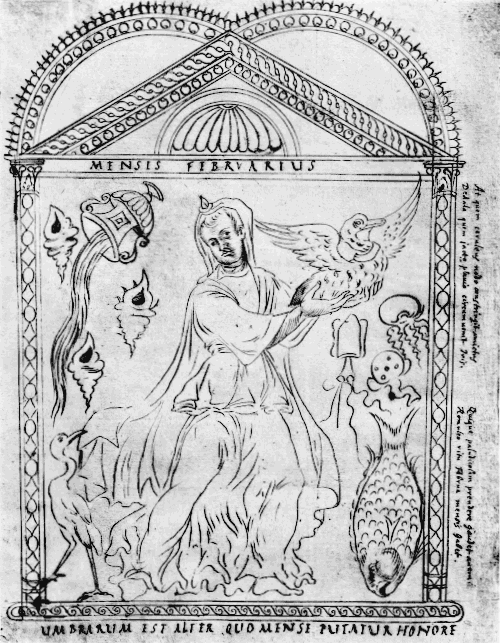
Volbladminiatuur voor februari in de "Chronograph van 354"

De eerste vermelding van de Dies Aegyptiaci  werd teruggevonden in de "Chronograaf van 354" van Furius Dionysius Filocalus gedateerd op 354. Sommige dagen werden in de kalender van Filolacus aangemerkt als "DIES•AEGYPTIACVS" namelijk:
| jan | 2, 6, 16 | feb | 7, 25 | mrt | 3, 24 | apr | 3, 21 |
| mei | 3, 21    | jun | 7, 20 | jul | 6, 18 | aug | 6, 21 |
| sep | 2, 19    | okt | 3, 20 | nov | 2, 24 | dec | 4, 14 |

Er wordt in het handschrift verder geen uitleg gegeven over wat dit mocht inhouden.

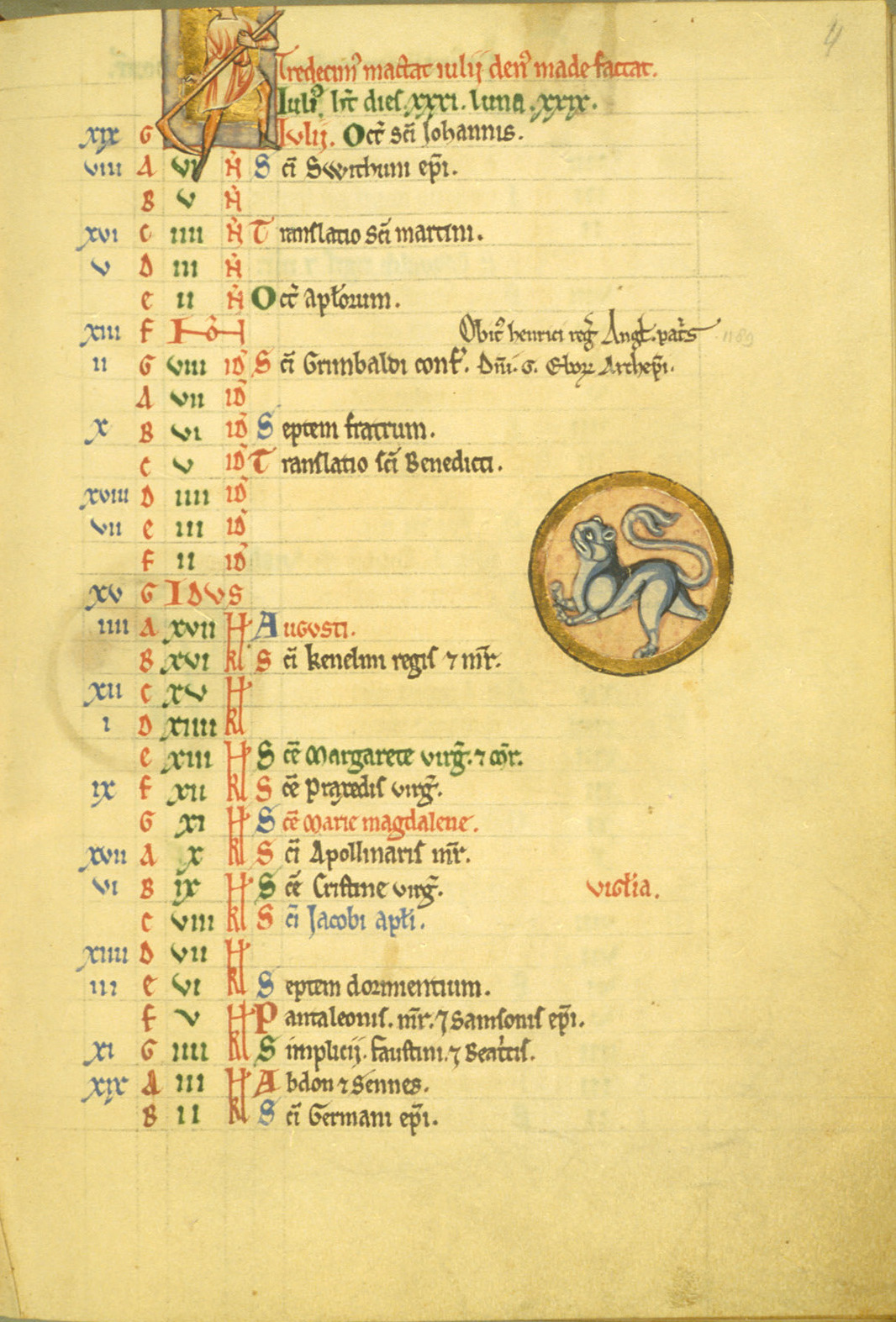
psalter van Lodewijk de Heilige, Egyptische dagen in het vers: "Tredecimus mactat iulii decimus made factat"

De heilige Ambrosius (339-397) schreef omstreeks 383 in een van zijn brieven over de paasdatum aan de bisschoppen van Emilia, dat "velen de gewoonte hebben die Egyptische dagen te mijden" (Epistels 1,23). In het begin van de vijfde eeuw beklaagde Augustinus (354-430) zich erover in zijn Expositio ad Galatas 35.1-3  dat zijn gelovigen de Egyptische dagen strikt respecteerden. Ook van de neoplatonist Proclus (412-485) weten we via zijn biograaf Marinus, dat hij de Dies Aegyptiaci in acht nam. De Egyptische dagen waren dus ook in de vroege middeleeuwen actueel, maar het duurt tot de negende eeuw vooraleer ze terug in geschreven teksten opduiken. Vanaf de negende eeuw vindt men talrijke vermeldingen van de Dies Aegyptiaci in handschriften, maar er zijn blijkbaar talrijke verschillende versies in gebruik. Vanaf het einde van de negende eeuw worden de gegevens meer gelijklopend en volgt men over het algemeen de definitie hieronder.
| jan | 1, 25 | feb | 4, 26  | mrt | 1, 28  | apr | 10, 20 |
| mei | 3, 25 | jun | 10, 16 | jul | 13, 22 | aug | 1, 30  |
| sep | 3, 21 | okt | 3, 22  | nov | 5, 28  | dec | 7, 22  |

In zeer veel handschriften geschreven tussen de negende en de elfde eeuw zijn de Egyptische dagen aangemerkt in de kalender op specifieke dagen als "dies egyptiacus", "dies mala", "dies eger"  of afkortingen daarvan. Het gaat hier uiteraard over religieuze werken met een eeuwigdurende kalender zoals psalters, maar er ontstaan ook teksten, geheugensteuntjes in versvorm, die de Egyptische dagen opgeven zonder beroep te doen op een kalender, hoewel het vers voor de betrokken maand dikwijls werd opgenomen in de hoofding van het kalenderblad. De eerste dag moest dan bekomen worden door het eerste genoemde getal te rekenen vanaf het begin van de maand, de tweede Egyptische dag werd met het tweede genoemde getal gerekend vanaf het einde van de maand. Die teksten waren oorspronkelijk twaalfregelig maar al snel werd er voor elke maand een tweede lijn toegevoegd die de slechte invloed van de dag benadrukte of de bijzonder slechte uren binnen de ongeluksdag opgaf. In de verdere evolutie wordt er een proloog en een epiloog aan toegevoegd. Dergelijke teksten werden veelvuldig gebruikt in medische handschriften en in de prognostiek.
De notie van Dies Aegyptiaci werd ook in de veertiende en vijftiende eeuw nog gebruikt in de kalenders van getijdenboeken, onder meer in de Très Riches Heures du Duc de Berry en ook in de prognosticaties in de almanakken van de zestiende en zeventiende eeuw werden de Egyptische dagen nog steeds opgevoerd.